# Syrgis dohrni
Syrgis dohrni är en insektsart som beskrevs av Melichar 1906. Syrgis dohrni ingår i släktet Syrgis och familjen sköldstritar. Inga underarter finns listade i Catalogue of Life.